# L'Ivrogne (Maupassant)
Pour les articles homonymes, voir Ivrogne.
L’Ivrogne est une nouvelle de Guy de Maupassant, parue en 1884 dans Le Gaulois et ensuite recueillie dans les Contes du jour et de la nuit. 

## Historique
L’Ivrogne est une nouvelle d'abord publiée dans le quotidien Le Gaulois du 20 avril 1884, puis dans le recueil Contes du jour et de la nuit.

## Résumé
Un soir de tempête, à Yport, Mathurin entraîne son camarade Jérémie chez Paumelle pour passer le temps aux dominos. La vraie ambition de Mathurin est de faire boire son camarade pendant que son frère couche avec la femme de Jérémie. La soirée se prolonge pour les deux pêcheurs, accompagnée de nombreux petits verres. Jérémie rentre chez lui et découvre que sa femme l'a trompé. Perdant le contrôle à cause de l'alcool, il la bat à mort avec une chaise, puis s'endort à côté du lit. Le lendemain, un voisin le retrouve sur le plancher avec les débris de la chaise sur le sol ainsi qu'un cadavre dans le lit.

## Éditions
- 1884 - L’Ivrogne, dans Le Gaulois
- 1885 - L’Ivrogne, dans Contes du jour et de la nuit aux éditions Marpon-Flammarion, coll. Bibliothèque illustrée.
- 1886 - L’Ivrogne, dans Le Bon Journal
- 1888 - L’Ivrogne, dans La Vie populaire, hebdomadaire du Petit Parisien.
- 1890 - L’Ivrogne, dans Auteurs célèbres, Flammarion
- 1891 - L’Ivrogne, dans Semaine politique et littéraire
- 1979 - L’Ivrogne, dans Maupassant, Contes et Nouvelles, tome II, texte établi et annoté par Louis Forestier, éditions Gallimard, Bibliothèque de la Pléiade.